# Pablo Menor
Pablo Menor Menor, S.J. (Villena, 11 de agosto de 1899 - Lima, 20 de enero de 1992) fue un sacerdote de la Compañía de Jesús, promotor de las vocaciones a la vida religiosa, de la vida dedicada a la santidad y fundador de Pro Ecclesia Sancta.

## Biografía
Hijo de Don Pablo Menor y Doña Ángeles Menor, nació el 11 de agosto de 1899, en la ciudad de Villena, provincia de Alicante en España. Desde muy joven le fueron inculcados valores católicos, por lo que siempre sintió un gran llamado a vivir la santidad, a través de la consagración como jesuita, vocación a la que se sintió llamado antes de los siete años.
A los diez años entró en el Seminario Menor de Murcia y el 31 de diciembre de 1917 ingresó al Noviciado de la Compañía de Jesús en Granada.
Su llegada al Perú se produjo por el ejercicio del cargo de maestro en 1925, destinado al colegio San José en la sureña ciudad peruana de Arequipa.
Cursó estudios de Teología en Sarrià, cuando volvió a España en la ciudad de Barcelona y recibió la ordenación sacerdotal el 26 de julio de 1931, tras lograr superar las difíciles examinaciones con dificultades, pues siempre sufriría de terribles dolores que menoscabaron su vida académica, a pesar de su amor por el estudio, este mal marcaría el resto de su vida.
Hizo la tercera probación en Caldas de Canavezes, en Portugal, y en 1933 regresó al Perú para quedarse definitivamente, hasta su fallecimiento.
En Arequipa fue profesor y luego Rector en 1936 del Seminario Menor de San José. Al inaugurarse en 1938 el Noviciado-Juniorado de San Estanislao de Kostka en Miraflores, fue su primer Rector y Maestro de Novicios. Aquella comunidad de Miraflores contaba con diecinueve jesuitas. El Padre Menor ejerció el cargo de Rector y Maestro hasta 1943. Durante estos años contribuyó a la formación de muchos jesuitas peruanos, entre los que se cuentan varios arzobispos como Manuel Prado Pérez-Rosas (arzobispo de Trujillo), Ricardo Durand Flórez (arzobispo obispo del Callao), Fernando Vargas Ruiz de Somocurcio (arzobispo de Arequipa) y Luis Bambarén Gastelumendi (obispo de Chimbote).
En 1943 regresa a Arequipa, donde le sería encomendada la labor de organizar y construir la nueva Parroquia de Nuestra Señora del Pilar. En ese lugar dirige ejercicios espirituales, retiros y da dirección espiritual. Debido a la empeñosa labor y la sensación que causa en muchos arequipeños, se gana el cariño y aprecio de la ciudad, al punto de que la decisión de los superiores de entregar la Parroquia a nuevas manos y sobre todo la de llevar al padre a Lima, son resistidas por los numerosos amigos con que contaba en dicha ciudad. La decisión enviada desde Roma, se debía a que el entonces arzobispo de Arequipa, Mons. Rodríguez Ballón, deseaba hacer entrega de la antigua Iglesia de la Compañía a manos jesuitas. Ante la imposibilidad de mantener tres casas en la ciudad, deciden dejar lo nuevo por lo antiguo, entonces toman posesión de la parroquia los padres de Maryknoll. La comunidad arequipeña católica, que incluía a connotadas personalidades como José Luis Bustamante y Rivero, Héctor Cornejo Chávez, Jorge Polar, Luis Sánchez-Moreno Lira, Adolfo Tomasio Barrionuevo, entre otros, entendió que la salud del padre Menor era limitada, y que ante todo debía cumplir con sus deberes religiosos de obediencia, por lo que con tristeza lo dejaron partir.
Regresa a Lima en 1959, y continúa su labor en la casa de Formación de Miraflores, desde donde impulsa la Liga de Vocaciones a la Compañía de Jesús, asociación dedicada a la oración por las vocaciones a la Compañía y a su apoyo económico, que devino en "Asociación Pro Estudios Superiores" (APES), para animar y apoyar económicamente la construcción del nuevo Noviciado y Juniorado jesuita, Villa Kostka, en Huachipa al este de Lima, que sería finalizado en 1964.
A partir de 1969 el padre Menor da un giro a APES, convirtiéndola en "Asociación Pro Ecclesia Sancta", retirándose desde entonces de las actividades consagradas a la Compañía para dedicarse, enteramente, desde su Residencia en la Parroquia limeña de San Pedro, a promover la nueva orientación de dicha Asociación, una particular propuesta de vida cristiana y santidad para laicos y sacerdotes.
Dejando ya todo en orden para la fundación de Pro Ecclesia Sancta, la más importante obra de su vida, fallece el 20 de enero de 1992, acogido y atendido por sus hermanos jesuitas, en la casa para ancianos y enfermos de Miraflores.